# Calzada Independencia

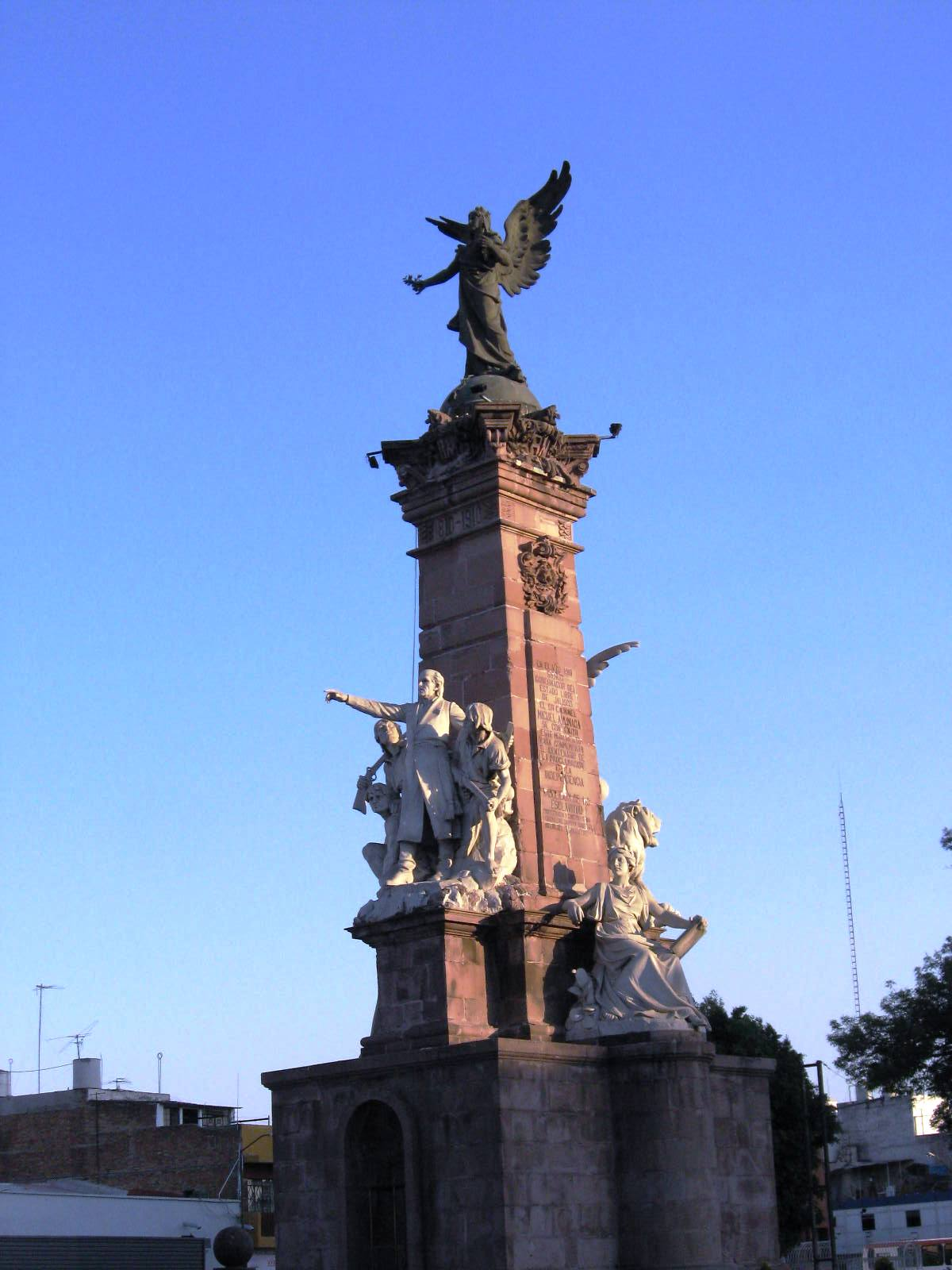
Statue zur Erinnerung an die Unabhängigkeit Mexikos auf der Calzada Independencia in Guadalajara

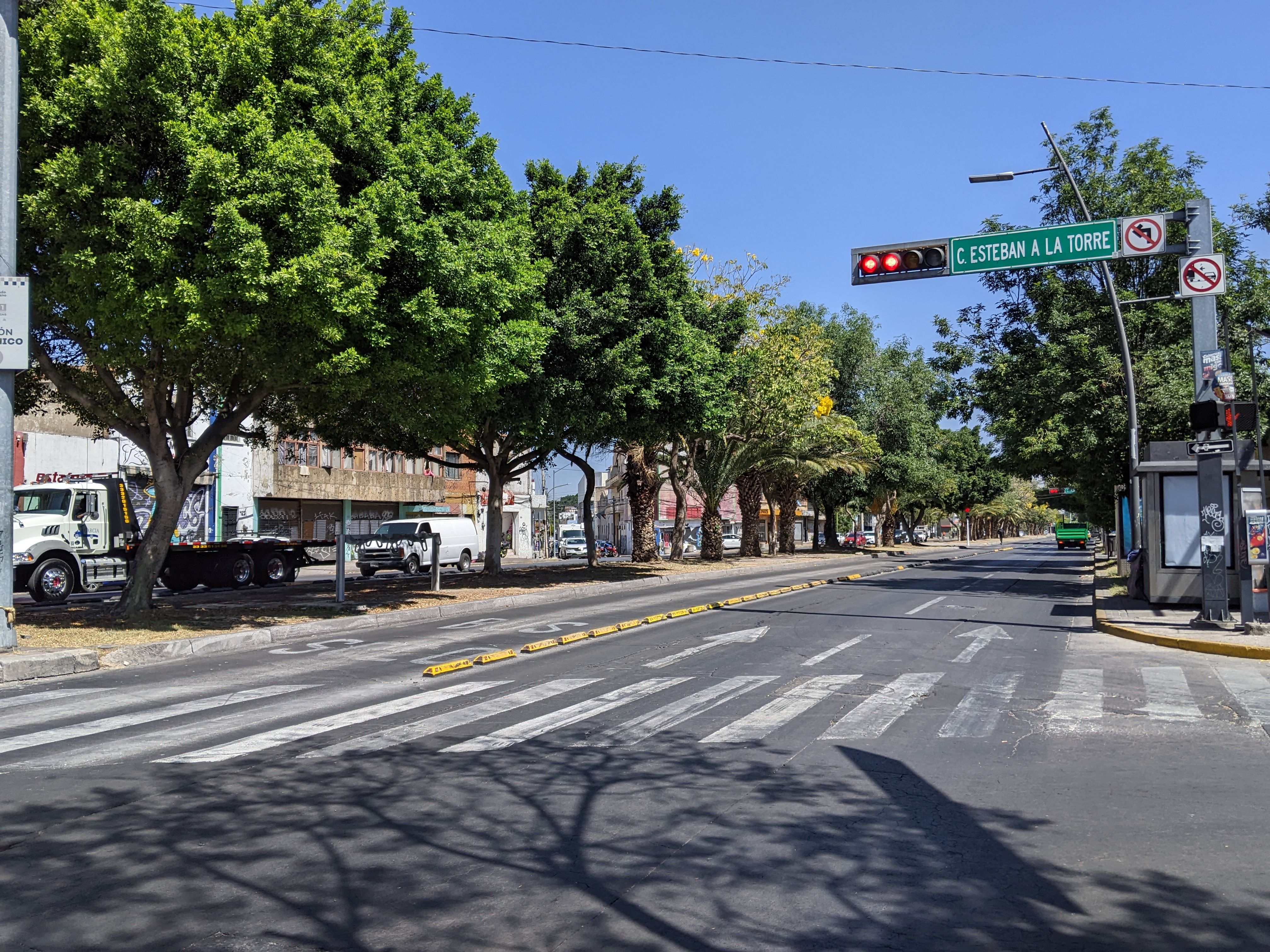
Blick in den nördlichen Abschnitt der Calzada Independencia

Die Calzada Independencia (dt. Pflasterstraße der Unabhängigkeit) ist eine rund 18 Kilometer lange Straße in der mexikanischen Stadt Guadalajara, der Hauptstadt des Bundesstaates Jalisco. Sie führt vom Süden nach Norden und trennt historisch den wohlhabenden Westen vom armen Osten der Stadt.

## Der Straßenverlauf
Die Straße beginnt im Süden – sozusagen als „Fortsetzung“ der weiter südlich verlaufenden Avenida Gobernador Luis G. Curiel – am Zusammentreffen mit der Avenida Washington und verläuft in nördlicher Richtung zunächst bis zum Zusammentreffen mit der in westlicher Richtung verlaufenden Avenida Miguel Hidalgo y Costilla und der in östlicher Richtung verlaufenden Avenida República unter der Bezeichnung Calzada Independencia Sur, bevor sie ihre Fortsetzung in nördlicher Richtung unter der Bezeichnung Calzada Independencia Norte nimmt und am Parque Mirador Independencia endet.
Im wesentlich kürzeren südlichen Abschnitt führt die Calzada Independencia Sur vorbei am Parque Agua Azul, der Plaza de los Mariachis und dem Mercado San Juan de Dios, der der größte überdachte Markt Lateinamerikas ist.
Im wesentlich längeren nördlichen Abschnitt passiert die Calzada Independencia Norte den Parque Morelos, die Glorieta Fuente Olímpica und das Estadio Jalisco, das Spielort bei den beiden in Mexiko ausgetragenen Fußball-Weltmeisterschaften (1970 und 1986) war.

## Geschichte
Die ursprüngliche Straße befand sich einst am Flussufer des Río San Juan de Dios, der im Gebiet des heutigen Parque Agua Azul in der Nähe des südlichen Endes der Straße entspringt.
Als 1908 der damalige Gouverneur von Jalisco, Oberst Miguel Ahumada, im Vorfeld der Feierlichkeiten zum 100. Jahrestag der mexikanischen Unabhängigkeit im Jahre 1910 beschloss, einen Prachtboulevard nach europäischem Vorbild anzulegen, und dabei auch den Paseo de la Reforma in Mexiko-Stadt im Auge hatte, veränderte sich das Stadtbild von Guadalajara erheblich. Denn durch die Vertunnelung des Flusses verschwanden auch die alten Brücken und an ihrer Stelle entstand eine etwa ein Kilometer lange Pflasterstraße. Diese wurde nach dem damaligen mexikanischen Staatspräsidenten Porfirio Díaz benannt und trug folglich zunächst die Bezeichnung Calzada Porfirio Díaz. Ihren heutigen Namen erhielt sie erst nach der mexikanischen Revolution.
Im Laufe des 20. Jahrhunderts wurde die Straße allmählich immer weiter in nördliche und südliche Richtung ausgedehnt, bis sie 1986 ihre heutige Länge von rund 18 Kilometer erreicht hatte. Ihr Bild veränderte sich spätestens in der zweiten Hälfte des 20. Jahrhunderts erneut, als die Straße sich zunehmend zu einem Gewerbegebiet mit Autohäusern, Gemischtwaren- und Eisenwarenläden entwickelte. Heute wird die Straße gekennzeichnet durch zahlreiche abgenutzte Fassaden, macht einen heruntergekommenen Eindruck und gilt insbesondere nachts als unsicher.

## Grenzlinie
Seit jeher gilt das Gebiet der Straße als eine historische Grenzlinie zwischen dem bürgerlichen Westen der Stadt und dem von Armut geprägten Osten. Diese Wahrnehmung hat ihren Ursprung bereits seit der Gründung der Stadt im 16. Jahrhundert, als sich die spanischen Siedler westlich des Flusses San Juan de Dios niederließen, während die Einheimischen nur das Gebiet im östlichen Teil der Stadt bewohnen durften. Doch in der Realität hat sich die Armut längst weiter in die Stadt hineingedrängt und der wohlhabende Teil weiter nach Westen verschoben.